# Rhinodoras boehlkei
Rhinodoras boehlkei — вид риб з роду Rhinodoras родини Бронякові ряду сомоподібні.

## Опис
Загальна довжина сягає 13,3 см. Голова широка, зверху сплощена. Очі невеличкі. Губи товсті, м'ясисті, розширені у кутах рота, утворюючи округле утворення. Є 3 пари вусів середнього розміру. Тулуб присадкуватий, широкий. Шкіра у передній частині зморшкувата. Уздовж бічної лінії тягнуться гострі шипоподібні пластинки. Спинний плавець високий, з короткою основою, перший промінь товстий та гострий. Жировий плавець маленький. Грудні плавці витягнуті. Черевні плавці невеличкі, проте широкі. Анальний плавець маленький. Хвостовий плавець помірно розрізано, лопаті широкі, тоненькі.
Забарвлення залежить від кольору ґрунту. Голова, спина й плавці мармурові з чорних та коричневих плям, що розташовано почергово. На спинному і хвостовому плавці є темні плями.

## Спосіб життя
Є демерсальною рибою. Воліє до прісної та чистої води. Зустрічаються в річках з повільною течією з піщаним дном. Є не дуже активною рибою. Вдень ховається серед корчів, коренів великих рослин, печерках. Активна вночі. Живиться дрібними ракоподібними, маленькою рибою, зоопланктоном, детритом.

## Розповсюдження
Мешкає у верхів'ях басейну річки Амазонка — в межах Еквадору і Перу.